# Татјана Кецман
Татјана Кецман (Бихаћ, 8. августа 1969) српска је позоришна, телевизијска и филмска глумица.

## Каријера
Татјана Кецман је рођена 1969. године у Бихаћу, a oдрасла је у Петровцу, који сматра својим родним градом. Прву телевизијску улогу остварила је као дете у серији Осма офанзива редитељке Соје Јовановић. Студије је најпре започела на Академији сценских уметности у Сарајеву, у класи Миралема Зупчевића. После краћег боравка у Скопљу, две године касније је уписала Факултет драмских уметности Универзитета уметности у Београду где је дипломирала у класи професора Владимира Јевтовића. Године 1996. постала је члан Савеза драмских уметника Србије. Десет година је играла на сцени КПГТ-а, а 2002. године је на сцени „Култа“ поставила ауторски пројекат Прекобројна. Након тога је урадила већи број ауторских пројеката које је изводила на домаћим сценама и у иностранству. Учествовала је на „Вечерима монодраме” у Етнографском музеју током јануара 2005. Тако је 2017. године у свом репертоару имала 12 представа, од којих је неколико написала сама. У наредне три године остварила је по једну премијеру у Београдском драмском позоришту, те је њено име заступљено у ансамблима представа Женска посла, Расло ми је бадем дрво и Идеалан муж.
После дужег времена, телевизијска публика била је у прилици да је гледа у улози Бранке у серији Убице мог оца. Касније је имала и епизодне улоге у пројектима Војна академија и Жигосани у рекету, а затим је добила и једну од улога у глумачкој подели филма Дара из Јасеновца. Телевизијска премијера тог остварења приказана је на Радио-телевизији Србије у фебруару 2021. године. У разговору са представницима медија говорила је о припреми за улогу часне сестре, која у филму представља један од споредних ликова, а утемељен је на историјској личности Барте Пулхерије.

## Улоге

### Филмографија
| Год.  | Назив                            | Улога                                            |
| ----- | -------------------------------- | ------------------------------------------------ |
| 1979. | Осма офанзива (серија)           | Стојанка                                         |
| 1995. | Подземље                         |                                                  |
| 1995. | Била једном једна земља (серија) |                                                  |
| 2015. | Сизиф К.                         | Семела                                           |
| 2018. | Убице мог оца (серија)           | Бранка                                           |
| 2018. | Војна академија (серија)         | Лили                                             |
| 2020. | Жигосани у рекету (серија)       | Судија Караклајић                                |
| 2020. | Дара из Јасеновца                | часна сестра Барта Пулхерија                     |
| 2021. | Тома (серија)                    |                                                  |
| 2021. | Певачица (серија)                | vidovnjakinja (2. sezona glavni lik,1. epizodni) |
| 2022. | Блок 27 (серија)                 | Радослава                                        |
| 2022. | Бунар (серија)                   |                                                  |
| 2022. | Комунистички рај                 |                                                  |
|       | Будимо у контакту (кратки филм)  |                                                  |

### Позоришне представе
- Прекобројна[21]
- Сутерен[7]
- Кентаур[7]
- Лудило удвоје[7]
- Иза сцене[7]
- 10:1[22]
- Више среће овај пут[23]
- А где су кокошке?[24]
- Перверзије у Чикагу[25]
- Сирена и Викторија[26]
- Женска посла[11]
- Лепе речи напред, остале стој![27]
- Јелисаветини љубавни јади због молера[28]
- У(с)меће живљења[29]
- Флора Сендс[30]
- Помахнитали[31]
- Расло ми је бадем дрво[12]
- Идеалан муж[13]